# Bahnhof Porz-Wahn

Der Bahnhof Porz-Wahn ist ein Bahnhof im Kölner Stadtteil Wahn des Bezirkes Porz. Der Bahnhof wurde mit der Eröffnung des ersten Teilstücks der Deutz-Gießener Eisenbahn zwischen Deutz und Hennef am 1. Januar 1859 in Betrieb genommen.

## Lage und Aufbau

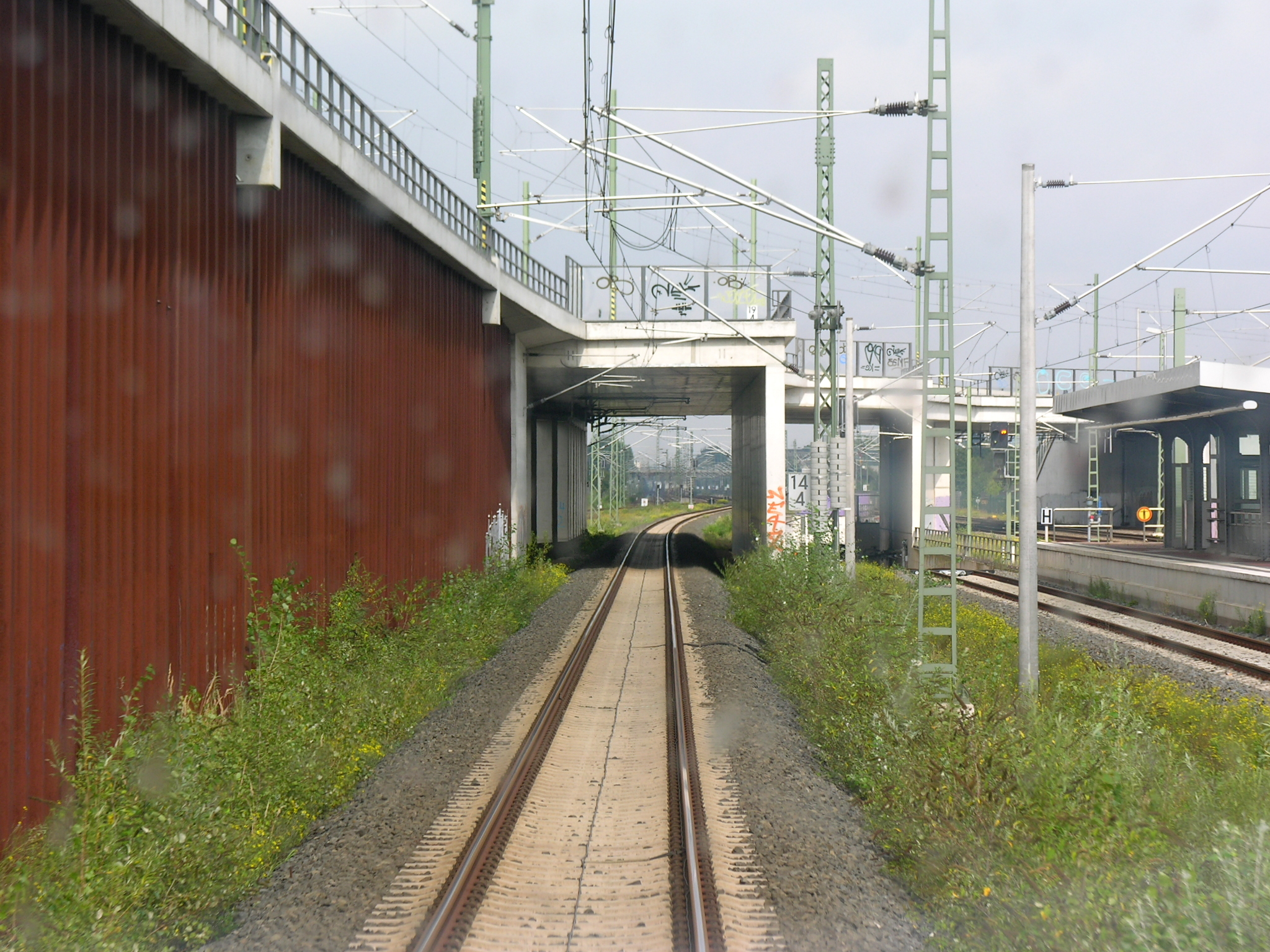
Trennung der Ferngleise im Bahnhof Porz-Wahn. Mittig befindet sich die Schnellfahrstrecke (VzG 2690) in Blickrichtung Köln Messe/Deutz, darüber kreuzen die Ferngleise der Flughafenschleife (VzG 2691). Rechts angeschnitten befindet sich der Personenbahnhof mit dem von der Flughafenschleife kommenden S-Bahn-Gleis (VzG 2651), 2005.

Der Bahnhof befindet sich im Stadtteil Wahn im Süden Kölns an der Abzweigung der Flughafenschleife Köln (VzG-Strecken 2691, 2693 und 2694) aus der Siegstrecke (VzG-Strecke 2651) und der Schnellfahrstrecke Köln–Rhein/Main (VzG-Strecke 2690). Die Rechte Rheinstrecke (VzG-Strecke 2324) führt parallel zu den beiden letztgenannten Strecken entlang und ist kein Bestandteil des Bahnhofs.
Der Bahnhof setzt sich aus den drei Bahnhofsteilen Porz-Wahn Pbf (Personenbahnhof), Porz-Wahn Süd und Porz-Wahn Nord zusammen. Der Personenbahnhof umfasst hierbei die Anlagen entlang der Siegstrecke sowie die Verbindungskurven von dieser zur Flughafenschleife (Strecken 2693 und 2694). Die Betriebsstelle verfügt über einen Mittel- und einen Seitenbahnsteig. Der Bahnhofsteil Nord befindet sich an der Abzweigung der oben genannten Verbindungskurven mit der Flughafenschleife; der Bahnhofsteil Süd liegt an der Abzweigung der Flughafenschleife aus der Schnellfahrstrecke. Betrieblich ist der Bahnhofsteil Süd für Züge, die nicht über die Flughafenschleife fahren, eine Abzweigstelle.

## Geschichte
Der Bahnhof Porz Wahn wurde von der Cöln-Mindener Eisenbahngesellschaft (CME) in den Jahren 1857/58 auf der Strecke Deutz – Gießen errichtet. Die Einweihung erfolgte am 1. Januar 1859 mit dem ersten Teilstück der Strecke Deutz-Hennef. Der Bahnhof ist der älteste im Raum Porz. Er wurde hauptsächlich von Militärangehörigen genutzt, um zum Truppenübungsplatz Wahnheide zu gelangen. Ab 1927 hieß der Bahnhof „Wahn (Rheinland)“ und ab 1966 „Porz-Wahn“. 1988 wurde er abgerissen und Ende der 1990er Jahre durch eine S-Bahn-Station ersetzt. Heute halten dort nur noch die S-Bahnlinien S12 und S19.

## Anbindung
Der Bahnhof wird durch die Linien S12 und S19 der S-Bahn Köln bedient.
| Linie | Verlauf | Takt                                         |
| ----- | --- | -------------------------------------------- |
| S 12  | Horrem – Frechen-Königsdorf – Köln-Weiden West – Köln-Lövenich – Köln-Müngersdorf Technologiepark – Köln-Ehrenfeld – Köln Hansaring – Köln Hbf – Köln Messe/Deutz – Köln Trimbornstraße – Köln Airport Businesspark – Köln Steinstraße – Porz (Rhein) – Porz-Wahn – Spich – Troisdorf – Siegburg/Bonn – Hennef (Sieg) – Hennef Im Siegbogen – Blankenberg (Sieg) – Merten (Sieg) – Eitorf – Herchen – Dattenfeld (Sieg) – Schladern (Sieg) – Rosbach (Sieg) – Au (Sieg) Stand: Fahrplanwechsel Dezember 2023                          | 20 min (Horrem–Hennef) 60 min (Hennef–Au)    |
| S 19  | Düren – Merzenich – Buir – Sindorf – Horrem – Frechen-Königsdorf – Köln-Weiden West – Köln-Lövenich – Köln-Müngersdorf Technologiepark – Köln-Ehrenfeld – Köln Hansaring – Köln Hbf – Köln Messe/Deutz – Köln Trimbornstraße – Köln Frankfurter Straße – Köln/Bonn Flughafen – Porz-Wahn – Spich – Troisdorf – Siegburg/Bonn – Hennef (Sieg) – Hennef Im Siegbogen – (Blankenberg (Sieg) /) Merten (Sieg) – Eitorf – Herchen – Dattenfeld (Sieg) – Schladern (Sieg) – Rosbach (Sieg) – Au (Sieg) Stand: Fahrplanwechsel Dezember 2023 | 20/40 min (Horrem–Hennef) 60 min (Hennef–Au) |

## Umgebung
In Umgebung befinden sich die Luftwaffenkaserne, die Wahner Heide, der Königsforst sowie der Schilfsee, der Stockemer See, der Krötenweiher und andere Feuchtgebiete.